# Glyndwr Michael

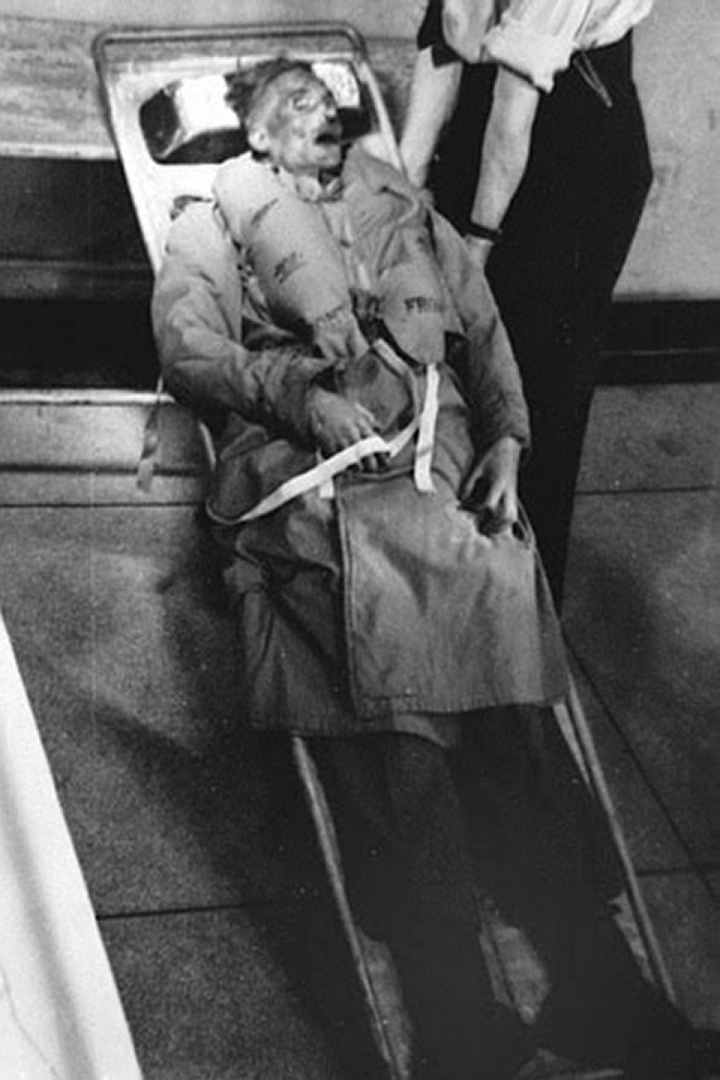
Zwłoki Glyndwra Michaela przygotowane do operacji Mincemeat

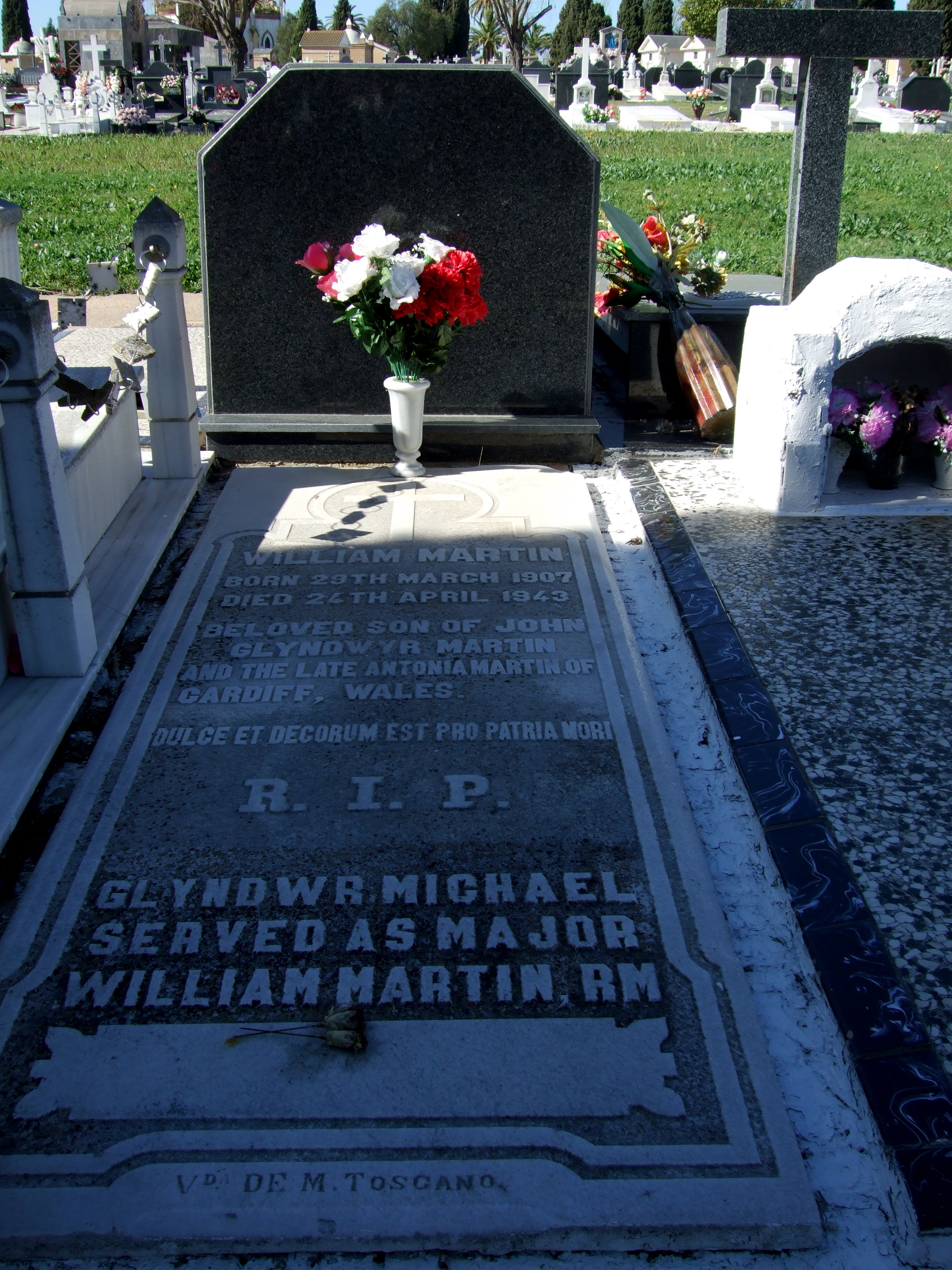
Grób Williama Martina (Glyndwra Michaela) na cmentarzu w Huelvie

Glyndwr Michael (ur. 4 stycznia 1909 w Aberbargoed, zm. 24 stycznia 1943 w Londynie) – walijski bezdomny, którego ciało zostało wykorzystane po śmierci w operacji Mincemeat przeprowadzonej przez kontrwywiad brytyjski w czasie II wojny światowej. Zakończona sukcesem operacja miała na celu przekonanie Naczelnego Dowództwa Wehrmachtu (OKW) o planowanym natarciu aliantów na Grecję i Sardynię, podczas gdy prawdziwe natarcie zaplanowane zostało na Sycylię w ramach operacji operacji Husky. Zmylenie sił niemieckich pozwoliło na znaczące zmniejszenie strat aliantów w trakcie inwazji na Sycylię i dało początek działaniom zbrojnym na kontynencie europejskim.

## Życiorys
Glyndwr Michael przed opuszczeniem Aberbargoed pracował dorywczo jako ogrodnik i robotnik. Jego ojciec Thomas, górnik, popełnił samobójstwo, gdy Glyndwr miał 15 lat, a jego matka zmarła, gdy miał lat 31. Bezdomny, bez przyjaciół, przygnębiony i bez pieniędzy, Michael przyjechał do Londynu, gdzie mieszkał na ulicy.
Michael został znaleziony w opuszczonym magazynie w pobliżu dzielnicy King’s Cross, poważnie chory po spożyciu trutki na szczury zawierającej fosfor. Dwa dni później zmarł w wieku 34 lat w szpitalu St Pancras. Jego śmierć mogła być samobójstwem, chociaż mógł po prostu być głodny, ponieważ trucizna, którą spożył, była pastą rozsmarowaną na skórce chleba, aby zwabić szczury.
Po spożyciu fosforek reaguje z kwasem solnym w żołądku, wytwarzając fosforowodór, silnie toksyczny gaz. Taka dawka nie wystarczyła, aby zabić Michaela, a jedynym jej efektem było takie upośledzenie funkcji wątroby, że wkrótce potem zmarł. Kiedy koroner Bentley Purchase otrzymał ciało Michaela, stwierdził, że jest w odpowiednim stanie dla mężczyzny, który wydawał się wypłynąć na brzeg kilka dni po śmierci na morzu w wyniku hipotermii i utonięcia.

## Operacja Mincemeat
Przy pomocy Purchase’a ciało Michaela, zostało pozyskane przez Ewena Montagu, oficera brytyjskiego wywiadu. Następnie po miesiącach przygotowań związanych ze stworzeniem fałszywej tożsamości kapitana/majora Williama Martina, Royal Marines i przygotowaniem fałszywych dokumentów, ciało zostało wrzucone do wody tak, aby zgodnie z intencjami wywiadu brytyjskiego wypłynęło w okolicy miejscowości Huelva na hiszpańskim wybrzeżu. Wywiad brytyjski wiedział, iż Hiszpania, pomimo swojej neutralności, sympatyzuje z nazistowskimi Niemcami. Dzięki temu istniała szansa, że fałszywe dokumenty zostaną przechwycone przez szpiegów niemieckich i w rezultacie plany dotrą do najwyższego dowództwa w Berlinie oraz Adolfa Hitlera. 30 kwietnia 1943 roku ciało majora Martina zostało wyłowione przez rybaka Jose Antonio Rey Marię, 8 maja dokumenty zostały wyjęte z teczki i przekazane Abwehrze, a 11 maja niemiecki raport przedstawił dokumenty znalezione w teczce jako „zupełnie przekonujące”.
Sekcja zwłok przeprowadzona w Huelvie przez doktora Eduardo Fernandeza del Torno wykazała, iż denat zmarł w wyniku utonięcia kilka dni przed znalezieniem zwłok pomimo tego, że ciało było w stanie daleko posuniętego rozkładu. Glyndwr Michael został pochowany w Huelvie ze wszystkimi żołnierskimi honorami jako major William Martin. Dopiero w 1998 roku, po ujawnieniu przez rząd brytyjski prawdziwych danych ciała użytego w operacji, zostało dopisane: „Glyndwr Michael; Służył jako major William Martin, RM”.